# Municipio de Eot
El municipio de Eot es un municipio de los Estados Federados de Micronesia. Se encuentra en el estado de Chuuk, en la parte occidental del país, a 700 km al oeste de Palikir, el centro del Gobierno Nacional. Tiene 382 habitantes (año 2011). El municipio de Eot se encuentra en la isla de Eot.
Principales núcleos de población del municipio de Eot:
- Peniemwan
- Fanip

Las siguientes características naturales se pueden encontrar en el municipio de Eot:
- Isla Eot
- Calzada natural Eot-Udot
- Nefin (colina)
- Nekinlaw (colina)
- Och Coralhead

Tiene clima tropical. La temperatura media es de 22 °C. El mes más cálido es octubre, con 24 °C, y el más frío noviembre, con 23 °C. La precipitación media es de 3.807 milímetros al año. El mes más lluvioso es agosto, con 448 milímetros de lluvia, y el menos lluvioso enero, con 165 milímetros.